# Joan Badia i Pujol
Joan Badia i Pujol (Callús, Bages, 24 d’agost de 1951 - Manresa, 17 d'abril de 2021) fou un filòleg, professor, activista i polític català.
En l'àmbit pedagògic i com a filòleg en llengua i literatura catalanes exercí la docència en diversos instituts i a la Universitat Oberta de Catalunya, a la Universitat Autònoma de Barcelona i a la Fundació Universitària del Bages. En la vessant com a administratiu i polític, ocupà càrrecs com ara la Direcció general d'Innovació del Departament d'Educació de la Generalitat de Catalunya i també la batllia de Callús amb Esquerra Republicana de Catalunya (ERC) entre 2015 i 2020.
Badia i Pujol fou reprimit i torturat el 1973 pel franquisme atès el seu activisme polític i sindicalisme militant al Partit Socialista Unificat de Catalunya (PSUC), a Comissions Obreres (CCOO), així com per la seva defensa del català a l'aula. D'aquest sindicat en feu la primera proposta de normalització lingüística. Més tard també passà a formar part del Unió Sindical de Treballadors i Treballadores de l’Ensenyament de Catalunya - Federació Sindical de l'Ensenyament de Catalunya (USTEC) i esdevingué membre de la junta directiva d'Òmnium Cultural.
En l'àmbit de la publicació sobre la didàctica i l'ensenyament, fundà les editorials Jonc i Angle i també fou fundador i director de Castellnou Edicions (Grup Hermes), director de la revista Escola Catalana i alhora fundador i primer subscriptor del diari català Regió7. Se'l coneix com a autor o coautor de més de 150 llibres de text i de suport d'educació primària i secundària, de català per a adults, de legislació educativa i d'assaig.
Va presidir la delegació al Bages d'Òmnium Cultural i també va ser vocal de la junta general. Es va jubilar el setembre del 2014. Va ser llavors quan es va decidir a encapçalar la candidatura d'Esquerra Republicana de Catalunya a Callús a les eleccions municipals del 2015, obtenint 5 de 9 regidors, essent investit alcalde de Callús. En les eleccions de 2019 amplià la majoria amb vuit d'onze regidors, i fou alcalde fins a 2020, en què ja malalt, seria substituït per Jordi Mas.
Militant històric de l'independentisme i de l'esquerra bagenca, aconseguí molta notorietat durant el referèndum sobre la independència de Catalunya de 2017 quan, sent batlle, fou llançat a terra per la Guàrdia Civil quan s'atansava cap als seus integrants per parlar-hi. Més tard fou acusat de desobediència per aquests fets, però la causa acabà sent arxivada. També fou un dels citats a declarar durant el judici al procés independentista català.